# Rhododendron spilotum
Rhododendron spilotum är en ljungväxtart som beskrevs av I. B. Balf. och Farrer. Rhododendron spilotum ingår i släktet rododendron, och familjen ljungväxter. Inga underarter finns listade i Catalogue of Life.